# Melania Trump
Pour les articles homonymes, voir Trump et Famille Trump.
Melania Trump, née Melanija Knavs (nom germanisé en Melania Knauss,) le 26 avril 1970 à Novo Mesto (Slovénie), est un mannequin slovéno-américain, Première dame des États-Unis à deux reprises.
Depuis 2005, elle est l'épouse de l'homme d'affaires Donald Trump. À la suite de l'élection de celui-ci à la présidence des États-Unis, elle est la Première dame du pays de 2017 à 2021. Elle le redevient en 2025, après la réélection de son époux.

## Biographie

### Jeunesse
Melanija Knavs naît le 26 avril 1970  dans la localité de Novo Mesto, en Slovénie (alors en Yougoslavie).
Son père, Viktor Knavs (né en 1944), originaire de Radeče, gère des concessions de voitures et de motos pour un constructeur automobile d’État. Sa mère, Amalija Ulčnik (1945-2024), qui vient d'un village aux alentours de Sevnica, est employée d'un fabricant de vêtements pour enfants, pour lequel elle dessine des motifs textiles,.
Melanija Knavs a une sœur aînée du nom d'Ines et un demi-frère, né d'une relation de jeunesse de son père et qu'elle ne connaît pas.
Son père était membre de la Ligue des communistes de Slovénie, qui prônait une politique d'athéisme d'État,. Cependant, il fit baptiser secrètement ses filles selon le rite catholique, comme le faisaient de nombreux Slovènes.
Au début de son enfance, Melanija vit avec sa famille dans un appartement modeste, mais alors qu'elle est adolescente, ils s'installent dans un pavillon d'un quartier résidentiel (une maison à deux étages, près de Sevnica). Ils possèdent toujours cette maison en 2018, mais vivent à New York.
Elle défile pour la première fois, en présentant des vêtements pour la fabrique où travaille sa mère. Elle souhaitait devenir styliste et fait un premier pas dans le monde de la mode en posant en 1987 pour le photographe de mode Stane Jerko, qui la repère dans la rue pour sa beauté juvénile et lui offre ses premières séances de photos.
Elle maîtrise le slovène, l'anglais,, le serbo-croate parlé en ex-Yougoslavie et a des notions de français, d'italien et d'allemand,. En anglais, elle s’exprime avec un accent slovène.

### Carrière de mannequin
Après avoir fait une année d’études en design et architecture à l'université de Ljubljana, Melanija Knavs participe à un concours de mannequinat organisé par le magazine féminin slovène Jana en 1992, où elle échoue en finale, ce qu'elle vit extrêmement mal. Elle obtient cependant ses premiers contrats et abandonne la faculté.
En 1993, la marque slovène « Mura » la met en scène dans une campagne télévisée en la présentant comme la « première dame de la mode », avec des gardes du corps, une limousine, un avion et la faisant asseoir dans un bureau ovale. Elle comprend cependant que la Slovénie est un trop petit pays pour ses ambitions et qu'elle n'y sera pas repérée internationalement. Elle profite de la chute du communisme en Europe de l'Est, intervenue quelques années plus tôt, pour partir vers l'Ouest.
Elle travaille ensuite comme mannequin, sous le nom de Melania Knauss, pour plusieurs grandes marques à Milan et à Paris avant de partir poursuivre sa carrière à New York en 1996. Travaillant avec des photographes comme Helmut Newton, Patrick Demarchelier et Mario Testino, elle apparaît en couverture de plusieurs magazines comme Vogue, Vanity Fair, GQ ou encore Elle, mais elle ne fait pas une grande carrière comme ses collègues Carla Bruni ou Cindy Crawford. En 1996, elle pose nue pour le photographe Alé de Basseville ; en 2016, celui-ci revend les clichés au New York Post, qui les republie.
Elle apparaît dans plusieurs publicités télévisées, dont une pour la compagnie d'assurances Aflac. Elle crée une ligne de bijoux, ainsi que des produits cosmétiques.

### Mariage avec Donald Trump

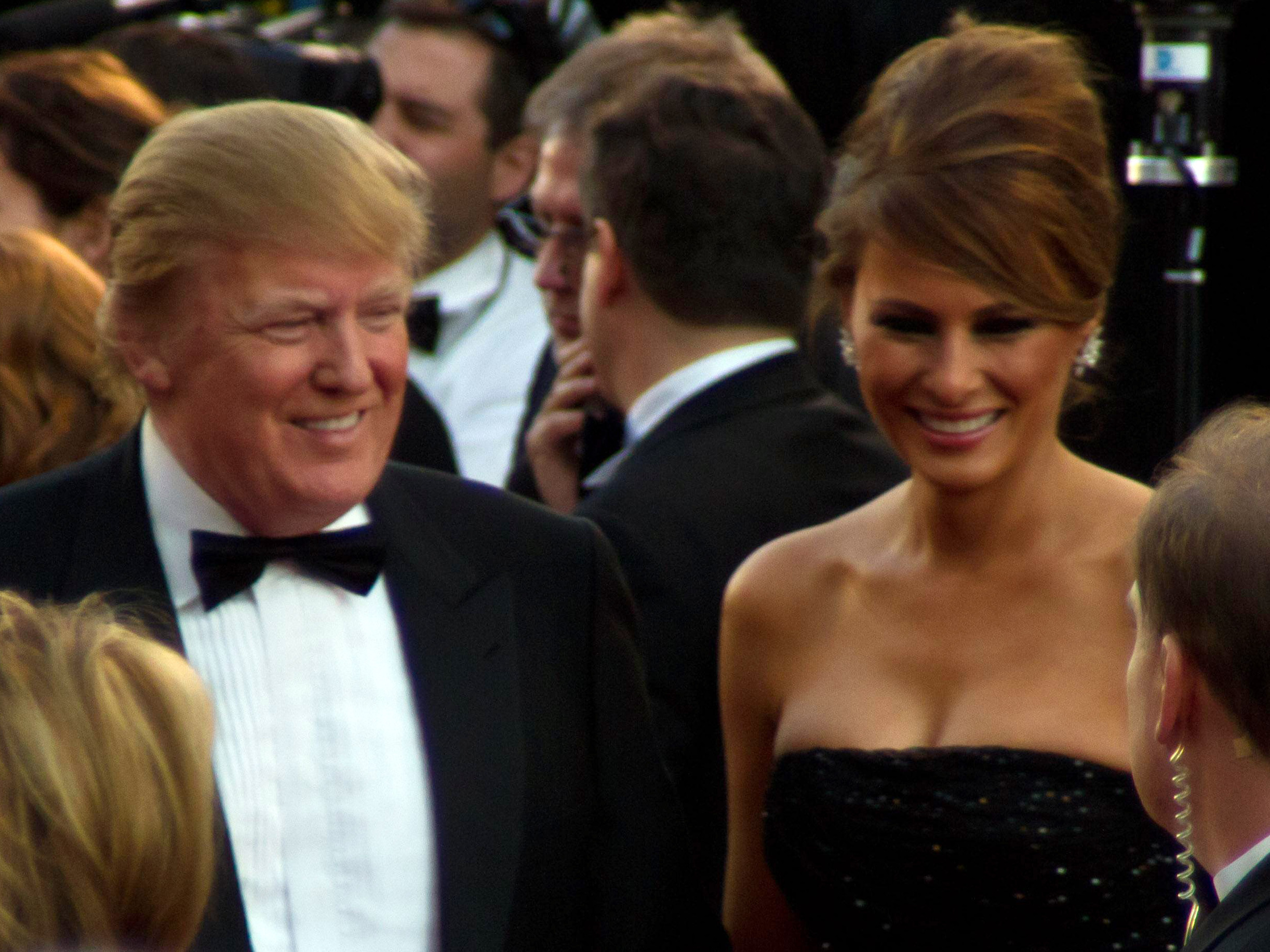
Donald et Melania Trump en février 2011.

En 1998, elle rencontre l’homme d’affaires Donald Trump à un défilé de mode, au Kit Kat Club de Manhattan. Sa notoriété augmente lorsqu’elle apparaît avec Trump à l’émission The Howard Stern Show, où ils mettent en avant leur vie sentimentale. En couple avec celui-ci, elle continue sa carrière de mannequin tout en s’impliquant dans des œuvres de bienfaisance. Sa relation avec Trump est de nouveau mise en avant dans l’émission de téléréalité The Apprentice, présentée par celui-ci. Leur relation est alors tumultueuse, oscillant entre ruptures et réconciliations. Elle obtient une carte de résidente permanente aux États-Unis en 2001 et la nationalité américaine en 2006.
Elle se fiance avec Donald Trump en 2004, puis l'épouse l'année suivante, le 22 janvier 2005, dans une église de Palm Beach, en Floride, Bill et Hillary Clinton figurant parmi les invités. Elle porte une robe Dior à 100 000 dollars. Le 20 mars 2006, Melania Trump met au monde un garçon né à New York et portant le nom de Barron William Trump. Elle consacre son temps à l'éducation de son fils, tout en poursuivant quelques activités de mannequin. Ses parents vivent alors comme elle dans la Trump Tower à New York.
Lors de la convention nationale républicaine de 2016, elle prononce un discours plagiant plusieurs passages de celui de Michelle Obama à la convention démocrate de 2008. Malgré quelques apparitions, elle reste médiatiquement très discrète durant la campagne présidentielle de son mari, contrairement à d'autres épouses de candidats, qui traditionnellement s'impliquent davantage.

### Première dame des États-Unis de 2017 à 2021

#### Débuts

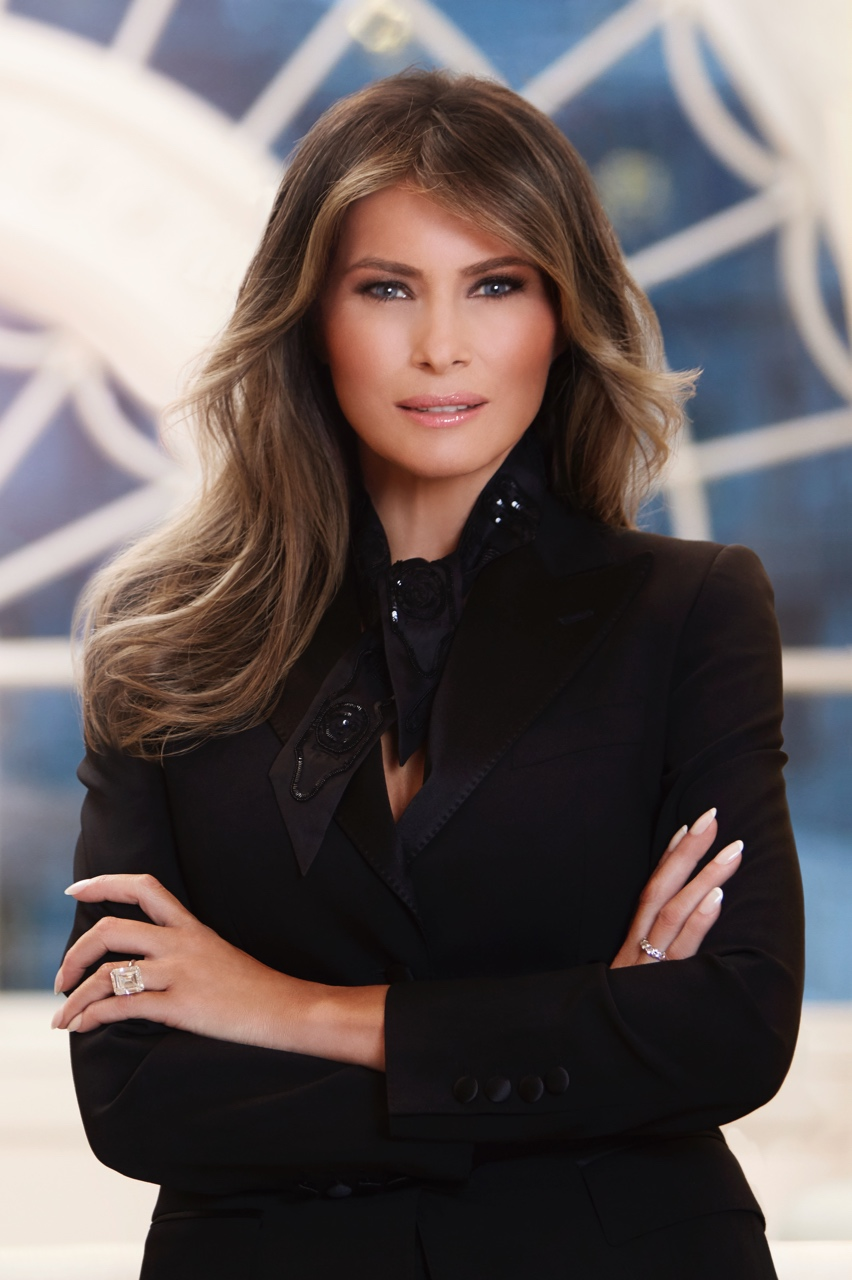
Portrait officiel de Melania Trump en tant que Première dame des États-Unis en avril 2017 (photographie de Régine Mahaux).

Lors de la cérémonie d'investiture de Donald Trump comme 45e président des États-Unis, elle tient les deux bibles sur lesquelles son mari prête serment : la bible d'Abraham Lincoln et celle de son époux offerte par sa mère, Mary Anne MacLeod Trump. Elle choisit ses vêtements en boutique comme chez Polo Ralph Lauren et collabore pour certaines tenues avec le styliste d'origine française Hervé Pierre,,,,.
Avec l'entrée en fonction de son mari, Melania Trump devient Première dame des États-Unis (« First Lady »). Elle est la deuxième Première dame des États-Unis d'origine étrangère après Louisa Adams et la première à avoir été naturalisée américaine. Elle est par ailleurs la première née dans un pays communiste,.
Elle décide de ne pas emménager immédiatement à la Maison-Blanche, continuant de résider dans la Trump Tower jusqu'à la fin de l'année scolaire de son fils, en juin 2017. Ivanka Trump, fille aînée du président, est alors officieusement réputée occuper le rôle de Première dame. Une pétition est lancée afin que Melania Trump rejoigne la Maison-Blanche ou prenne en charge elle-même les frais liés à sa sécurité et à celle de son fils, estimés entre 127 000 et 146 000 dollars par jour. Elle s'installe finalement à la Maison-Blanche avec Barron, le 11 juin 2017. Elle élève son fils sans avoir recours à une nourrice.

#### Rôle

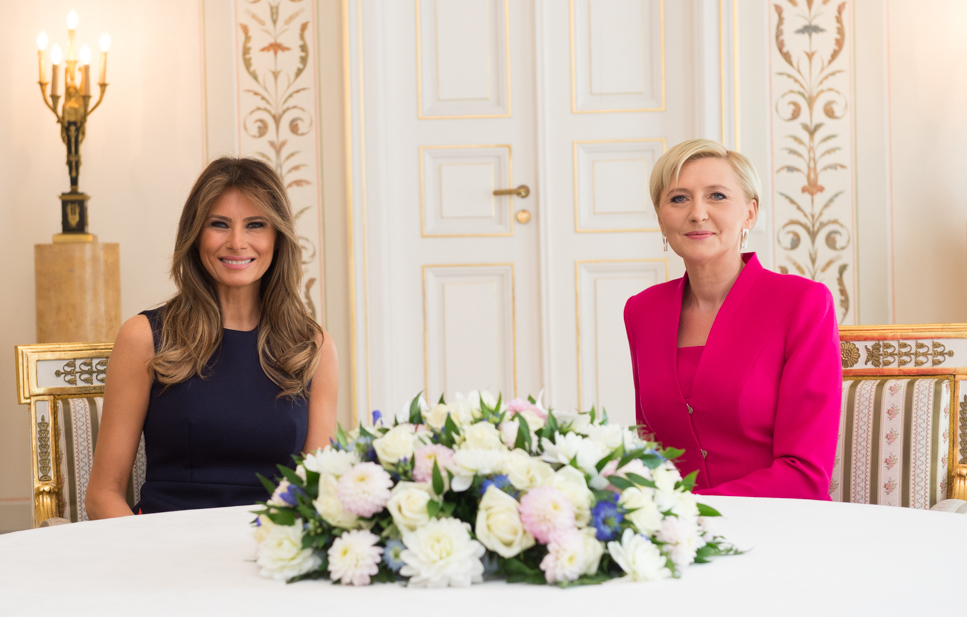
Melania Trump avec la Première dame de Pologne, Agata Kornhauser-Duda, en juillet 2017.

Interrogée pendant la campagne présidentielle de 2016, Melania Trump indique : « Je serai très traditionnelle, comme Betty Ford ou Jackie Kennedy ». Elle ne souhaitait initialement pas occuper ce rôle, préférant la vie d'une femme de milliardaire éloignée de l'attention médiatique ; selon le journaliste Michael Wolff, elle aurait même pleuré de tristesse le soir de la victoire de son époux.
Considérée comme énigmatique, elle est beaucoup plus en retrait que ses prédécesseures, se consacrant essentiellement à l’éducation de son fils et à la rénovation de la Maison-Blanche (notamment la roseraie en 2020), s'exprimant à de très rares occasions et ne réagissant pas aux allégations sur les infidélités présumées de son mari, même si elle refuse plusieurs fois de lui prendre la main en public, ce que la presse interprète comme une marque de défiance à son égard,,. En février 2017, elle réclame 150 millions de dollars en dédommagements à des médias qui suggérent qu’elle a eu des activités de call girl avant de rencontrer Donald Trump, ses avocats plaidant le préjudice commercial pour la marque Melania Trump (vêtements, accessoires, bijoux, cosmétiques).
En mai 2017, lors d'une visite au Vatican, elle révèle qu'elle est catholique, ce qui fait d'elle la première First Lady catholique aux États-Unis depuis Jacqueline Kennedy. Lors de ce déplacement, elle aurait convaincu le pape François, peu enthousiaste, de serrer la main de Donald Trump. En octobre 2018, elle effectue son premier voyage officiel non accompagnée du président : durant cinq jours, elle prend part à plusieurs événements et rencontres diplomatiques sur le continent africain (Égypte, Ghana, Kenya).
Sa popularité augmente de façon continue durant la présidence de son époux, atteignant quelque 60 % en 2018, ce qui en fait la plus populaire de la famille Trump. En 2019, elle est même classée troisième femme la plus admirée des États-Unis.
À une semaine de l'élection présidentielle américaine de 2020, elle anime un meeting dans l'État-clé de Pennsylvanie en soutien à son mari. Selon CNN, après l’annonce de la quasi-totalité des résultats du scrutin, elle conseille à Donald Trump de concéder sa défaite face à Joe Biden, tout comme Jared Kushner, tandis que les fils adultes du président sortant, Donald Trump, Jr. et Eric Trump, lui conseillent l'inverse. Sur Twitter, elle apporte cependant son soutien à son mari, écrivant que « le peuple américain mérite des élections justes ».

#### Engagements

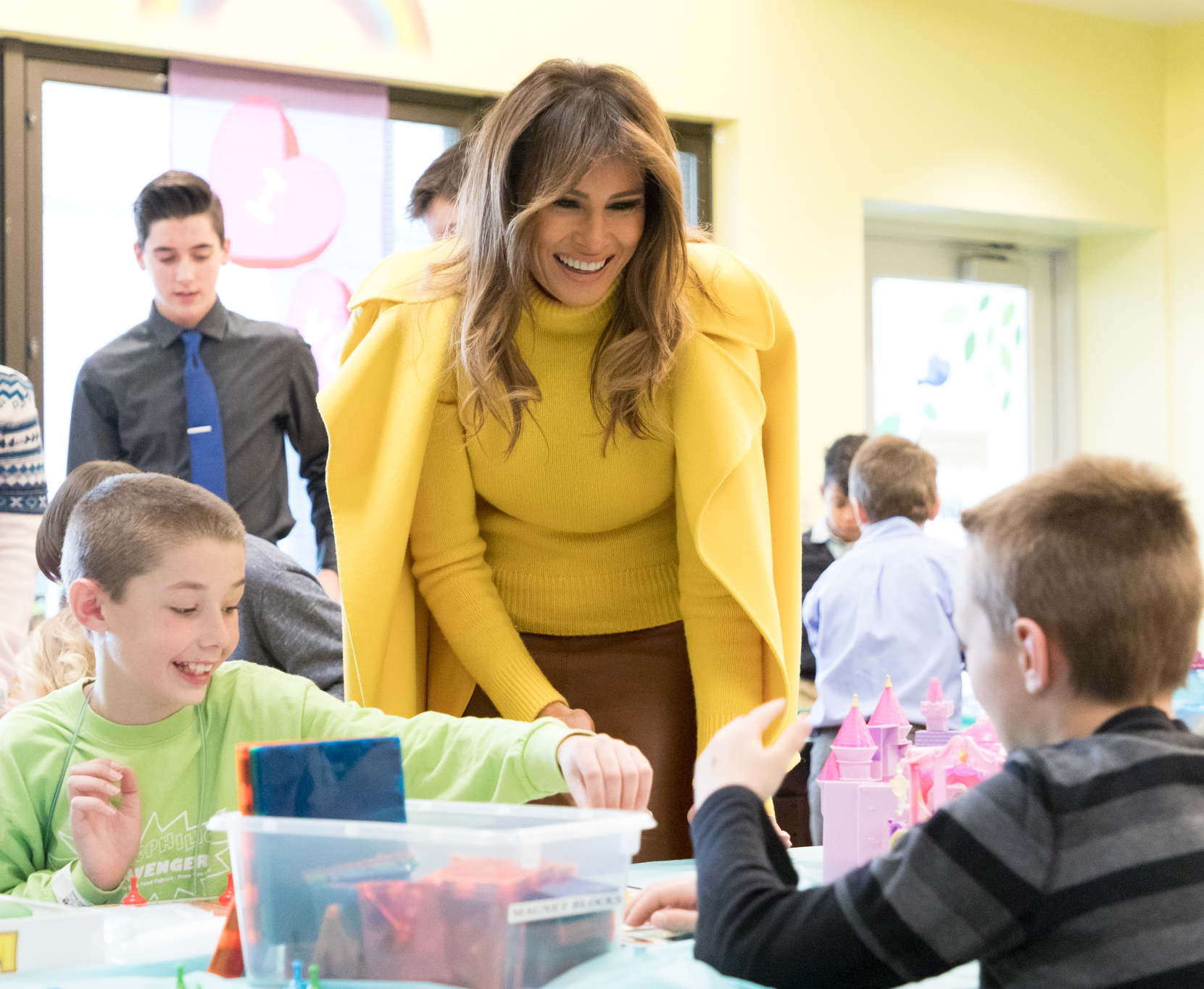
Melania Trump à l'hôpital pour enfants de Cincinnati (Ohio), en février 2018.

En septembre 2017, Melania Trump se lance dans un combat contre les addictions aux opiacés en menant une table ronde sur le sujet.
Comme annoncé pendant la campagne présidentielle de 2016, elle présente, en mai 2018, un programme pour la protection de l'enfance dont elle sera la marraine,. Intitulé « Be Best », ce programme entend notamment lutter contre le cyberharcèlement,. Des médias révèlent que le programme a été plagié d'un document de la Federal Trade Commission de 2014.
En juin 2018, alors que la séparation des migrants et de leurs enfants suscite la polémique, Melania Trump se rend à la rencontre d'enfants sans-papiers. Dans un communiqué, elle indique à ce propos : « Je déteste cette situation ». De l'aveu du président, elle joue un rôle dans l'adoption d'un décret mettant fin à ces séparations. Elle-même immigrée, elle a pris contact cette même année avec un célèbre avocat, membre du Parti démocrate, afin d'aider ses parents et sa sœur dans leurs démarches vis-à-vis de l'administration ; ce dernier indique que ce sujet lui tient particulièrement à cœur.

### Entre les deux présidences Trump

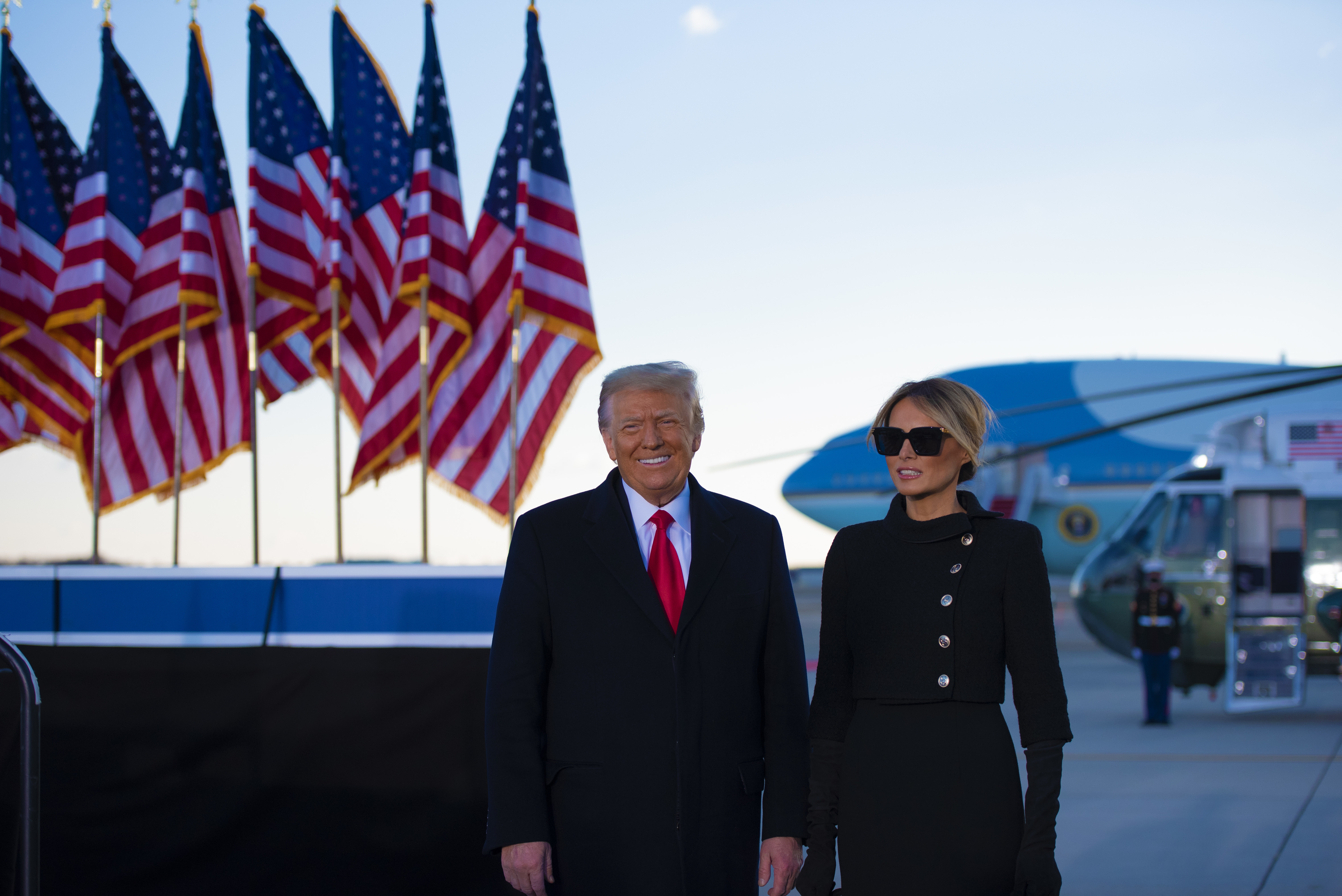
Donald et Melania Trump quittant la Maison-Blanche, le 20 janvier 2021.

Assez discrète après son départ de la Maison-Blanche, Melania Trump continue de s'investir dans des associations et suit les études de son fils. Elle assiste en 2023 aux funérailles de Rosalynn Carter, épouse de l'ex-président Jimmy Carter, aux côtés de toutes les Premières dames encore en vie (Jill Biden, Michelle Obama, Laura Bush et Hillary Clinton).
Son absence dans les meetings de son mari en vue de sa candidature pour l'élection présidentielle de 2024 ou lors des comparutions juridiques de ce dernier est régulièrement évoquée dans la presse.
En octobre 2024, en pleine campagne, elle publie ses Mémoires, Melania, qui ressemblent « moins à un confessionnal qu'à un CV », selon le résumé du New York Times. Le passage le plus marquant pour The Guardian est sa défense de l'avortement, ce qui est interprété comme un service rendu à son époux, considéré comme plus modéré que beaucoup de républicains sur une question qui pourrait lui porter préjudice lors de l'élection à venir,.

### Première dame des États-Unis depuis 2025

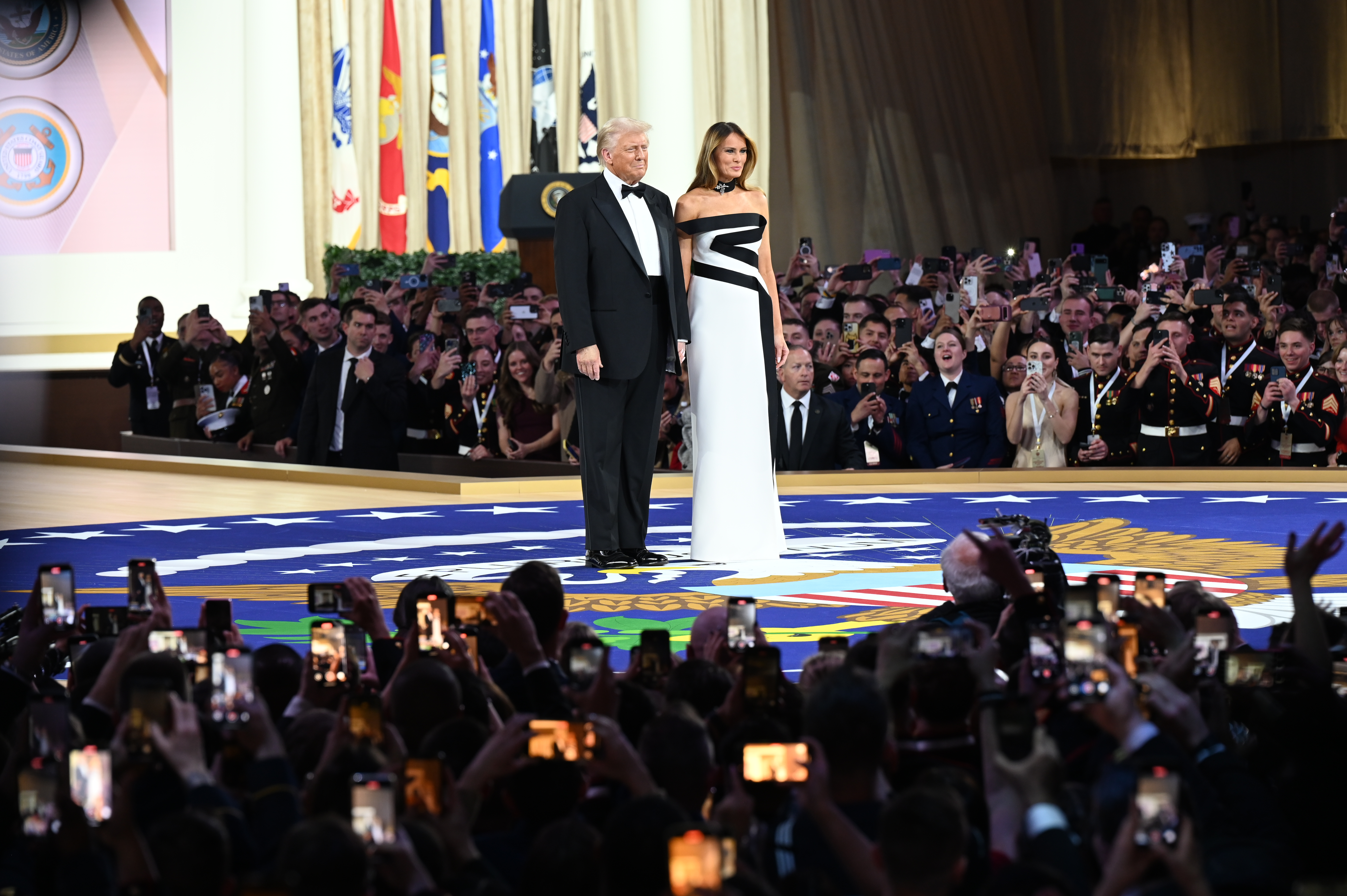
Donald et Melania Trump le 20 janvier 2025.

Donald Trump ayant remporté l'élection présidentielle de novembre 2024 face à la vice-présidente Kamala Harris, Melania Trump devient à nouveau Première dame le 20 janvier 2025. Après Frances Cleveland, elle est ainsi la seconde femme à être Première dame des États-Unis sous deux mandats non-consécutifs.
La veille de l'investiture de son mari, Melania Trump lance par surprise son propre meme coin, dénommé sobrement « $MELANIA ». Cette initiative fait suite à celui de son mari, le token « $TRUMP ». La capitalisation du « $MELANIA » sur le marché des crypto-monnaies explose dans les heures et jours qui suivent, tout en étant critiqué par la communauté crypto, qui reconnaît les signes avant-coureurs d'un rug pull potentiel, étant donné que 80 % des tokens sont détenus par l'équipe de la créatrice,.
En mars 2025, Melania Trump s'implique pour la promulgation d'un projet de loi, Take It Down Act, pour interdire les images intimes diffusées en ligne sans le consentement de la personne concernée, et participe à une table ronde au Capitole,. La loi sera adoptée à l’unanimité par le Sénat, puis à une écrasante majorité à la  Chambre des représentants. Le texte sera promulgué en mai 2025 par Donald Trump qui invitera la Première dame à le signer, ce qui ne s'était jamais produit.

### Au cinéma
Elle est l'un des personnages du film d'animation Royal Corgi (2019).